# Mesni okus
Mesni okus ali okus umami je eden izmed petih osnovnih okusov, ki jih zaznavajo čutnice na človekovem jeziku. Okus nastane ob zaznavi karboksilnega aniona glutaminske kisline, ki je pogosta v mesu, siru in drugih jedeh, bogatih z beljakovinami. Enak okus imajo glutamati (soli glutaminske kisline), zato jih uporabljamo kot ojačevalce okusa. Najbolj znan primer umami ojačevalca okusa je mononatrijev glutamat.
Umami je zelo značilen za kitajsko in japonsko kuhinjo. Beseda umami (旨味) je izposojenka iz japonščine, prevedemo jo lahko v grobem kot »slasten okus«.